# 茹良尼机械制造厂“维扎尔”
茹良尼机械制造厂“维扎尔”（羅馬化：TOVARYSTVO Z OBMEZHENOYU VIDPOVIDALʹNISTYU Zhulyansʹkyy mashynobudivnyy zavod «VIZAR»，直译：茹良尼机械制造厂“维扎尔”有限责任公司）乌克兰航空行业的企业，生产用于S-300系统的地对空制导防空飞弹，以及装备独联体国家生产的各种类型飞机和旋翼机的产品和部件。公司是乌克兰国防工业集团的子公司，被乌克兰政府列入对乌克兰经济和安全具有战略重要性的企业名录。
2022年4月15日凌晨1点30分左右，俄罗斯向厂内发射五枚3M-54导弹。爆炸导致商店和工厂行政大楼严重受损。停在工厂附近的约50辆汽车的窗户被打破。
据媒体报道，工厂参与生产海王星岸舰导弹系统。俄罗斯黑海舰队的旗舰莫斯科号导弹巡洋舰被海王星沿海导弹系统发射的导弹击沉。

## 引文
1. ↑  .   [2024-10-21]. （原始内容存档于2024-05-18） （乌克兰语）.
2. ↑  .   [2024-10-21]. （原始内容存档于2022-01-29）.
3. 1 2  Одена Рощіна. . 乌克兰真理报. 2022-04-15  [2022-04-15]. （原始内容存档于2022-04-16） （乌克兰语）.